# Prințul Rostislav Alexandrovici al Rusiei
Prințul Rostislav Alexandrovici al Rusiei (2 noiembrie 1902 – 31 iulie 1978) a fost un membru al familiei imperiale a Rusiei.

## Prinț rus
Prințul Rostislav Alexandrovici a fost fiul Marelui Duce Alexandru Mihailovici și al Marii Ducese Xenia Alexandrovna. A fost strănepotul Țarului Nicolae I al Rusiei (din partea tatălui) și, de asemenea, stră-strănepot al aceluiași Țar din partea mamei. A fost nepotul Țarului Alexandru al III-lea și nepot de frate al Țarului Nicolae al II-lea al Rusiei.
În timpul Revoluției Ruse, Prințul Rostislav a fost ținut prizonier împreună cu părinții și bunica sa, împărăteasa mamă, la Dulber, în Crimeea. A scăpat de soarta pe care au avut-o unii veri de-ai săi, care au fost uciși de către bolșevici, deoarece a fost eliberat de trupele germane în 1918. A părăsit Rusia în decembrie 1918 la bordul navei britanice HMS Marlborough, care l-a dus în Malta, unde a petrecut nouă luni. După aceea s-a mutat în Anglia, iar mai târziu la Cannes, în Franța.

## Familie
Rostislav a fost căsătorit de trei ori. Prima dată s-a căsătorit la Chicago la 1 septembrie 1928 cu Prințesa Alexandra Pavlovna Galitzine (7 mai 1905 – 5 decembrie 2006). Au avut un fiu:
- Prințul Rostislav Rostislavovici (3 decembrie 1938 – 7 ianuarie 1999).

Rostislav a divorțat în 1944, apoi s-a recăsătorit la 24 noiembrie 1944 cu Alice Eilken (n. 30 mai 1923). Au avut un fiu:
- Prințul Nicolae Rostislavovici (9 septembrie 1945 – 9 noiembrie 2000).

Au divorțat la 11 aprilie 1951, iar Rostislav s-a căsătorit a treia oară la 19 noiembrie 1954 cu Hedwig Maria Gertrud Eva von Chappuis (6 decembrie 1905 – 9 ianuarie 1997). Nu au avut copii.